# Andre Woolridge
Andre Lamont Woolridge (Omaha, 11 novembre 1973) è un ex cestista statunitense.

## Palmarès
- NCAA AP All-America Third Team (1997)